# GP Denain 1998
De 40e editie van de wielerwedstrijd GP Denain werd gehouden op 23 april 1998. De start en finish vonden plaats in Denain in het Franse Noorderdepartement. De winnaar was de Est Jaan Kirsipuu, gevolgd door Jeroen Blijlevens en Frédéric Moncassin.

## Uitslag
| GP Denain 1998 |                    |                           |          |
| Plaats         | Naam               | Ploeg                     | tijd     |
| Winnaar        | Jaan Kirsipuu      | Casino-C'est votre équipe | 4u18'25" |
| 2              | Jeroen Blijlevens  | TVM-Farm Frites           | z.t.     |
| 3              | Frédéric Moncassin | Crédit Agricole           | z.t.     |
| 4              | Enrico Cassani     | Polti                     | z.t.     |
| 5              | Frédéric Guesdon   | Française des Jeux        | z.t.     |
| 6              | Markus Zberg       | Post Swiss-Loup Sport     | z.t.     |
| 7              | Hans De Meester    | Tönissteiner-Colnago      | z.t.     |
| 8              | Koen Beeckman      | Ipso-Euroclean            | z.t.     |
| 9              | Franck Morelle     | Française des Jeux        | z.t.     |
| 10             | Hendrik Van Dyck   | TVM-Farm Frites           | z.t.     |

1959 · 1960 · 1961 · 1962 · 1963 · 1964 · 1965 · 1966 · 1967 · 1968 · 1969 · 1970 · 1971 · 1972 · 1973 · 1974 · 1975 · 1976 · 1977 · 1978 · 1979 · 1980 · 1981 · 1982 · 1983 · 1984 · 1985 · 1986 · 1987 · 1988 · 1989 · 1990 · 1991 · 1992 · 1993 · 1994 · 1995 · 1996 · 1997 · 1998 · 1999 · 2000 · 2001 · 2002 · 2003 · 2004 · 2005 · 2006 · 2007 · 2008 · 2009 · 2010 · 2011 · 2012 · 2013 · 2014 · 2015 · 2016 · 2017 · 2018 · 2019 · 2020 · 2021 · 2022 · 2023 · 2024 · 2025